# راجرز لیتون
راجرز لیتون (انگلیسی: L. Rogers Lytton; ۹ آوریل ۱۸۶۷ – ۱۴ اوت ۱۹۲۴) بازیگر، معمار اهل ایالات متحده آمریکا بود.